# 白悅
白悅（1498年—1551年），字貞夫，號洛原，錦衣衛官籍，直隸常州府武進縣人，明朝政治人物。

## 生平
嘉靖元年（1522年）壬午科順天鄉試第二十名舉人，十一年（1532年）中式壬辰科會試第十八名，二甲第三十名進士。都察院觀政，授戶部主事，改禮部主事，升主客司員外郎、郎中，出使江西，册封龙虎山，改儀制司郎中，以册立東宫，十八年（1539年）二月改左春坊左司直郎，同年謫永平府通判，轉南京後軍都督府經歷，升南京吏部验封司郎中，復谪河间府通判，升户部主事，又一年，改尚寶司丞，三十年（1551年）三月出為江西按察司僉事，未拜，考察拾遺，以尚寶司丞致仕，嘉靖三十年（1551年）卒，年五十四。

## 著作
著有《洛原遺稿》。

## 家族
曾祖白珂，教諭；祖父白昂，光祿大夫柱國太子太傅刑部尚書，贈太保，諡康敏；父白圻，通議大夫都察院右副都御史。母何氏（封淑人）。永感下。從兄白諫（監生）、白詔（鴻臚寺序班），從弟白誨（監生）、白譜（監生），弟白怡（官生、官廣西府知府）。子白啓常，官禮部主事。